# Lello Arena
Lello Arena, nacido Raffaele Arena (Nápoles, 1 de noviembre de 1953), es un artista de cabaré, actor, director, guionista, escritor, historietista y presentador de televisión italiano.

## Biografía
Hijo de dos trabajadores de una fábrica de tabaco, hasta los 12 años vivió en la zona de Piedigrotta, en Nápoles, para luego mudarse a la cercana San Giorgio a Cremano. Abandonada la carrera de jugador de rugby, se dedicó al teatro y junto con un grupo de jóvenes actores locales, entre ellos Massimo Troisi y Enzo Decaro, formó el grupo Rh-Negativo, inaugurando un nuevo tipo de teatro inspirado en la farsa napolitana y el cabaré.
En 1977, en el grupo (rebautizado I saraceni y más tarde La Smorfia) quedaron solo Arena, Troisi y Decaro. El trío debutó primero en el Teatro "San Carluccio" de Nápoles, gracias a la repentina renuncia de Leopoldo Mastelloni, y luego en el cabaré romano "La Chanson" y en el programa de radio Cordialmente insieme. Tras llamar la atención de Enzo Trapani y Giancarlo Magalli, debutaron en el programa de televisión Non stop. El grupo La Smorfia también participó en Luna Park, el programa de los sábados por la noche presentado por Pippo Baudo, y permaneció en activo desde 1979 hasta principios de los ochenta, protagonizando una gran variedad de sketches.

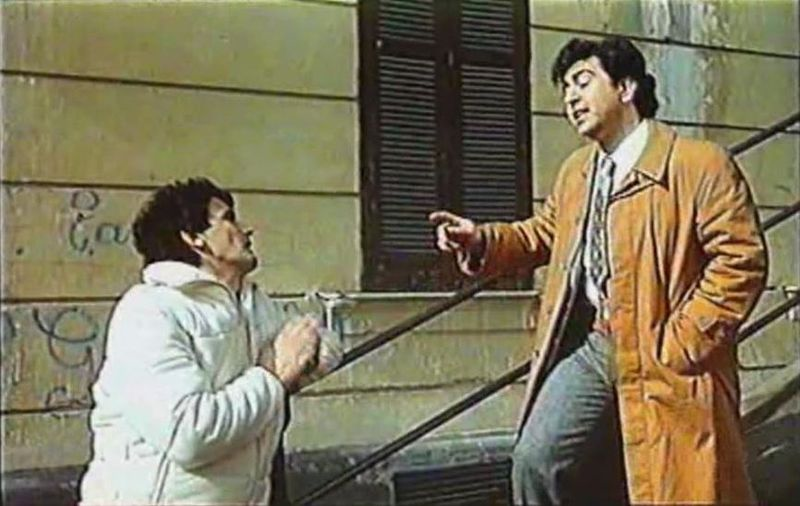
Fotograma de la película Scusate il ritardo (1983), con Massimo Troisi y Lello Arena (a la derecha).

En 1981, Massimo Troisi le llamó para interpretar el personaje de Lello, el amigo entrometido del protagonista Gaetano (interpretado por el mismo Troisi), en la película Ricomincio da tre (1981), que obtuvo un gran éxito de público y crítica. En 1982, protagonizó la película de Lodovico Gasparini No grazie, il caffè mi rende nervoso, en el papel del periodista Michele Giuffrida. Ese mismo año participó como extra en el mediometraje Morto Troisi, viva Troisi! en el que Troisi escenificaba su prematura muerte, interpretando el papel del ángel de la guarda del fallecido actor. En 1983, tuvo un papel importante en la segunda película de Troisi, Scusate il ritardo (1983), gracias a la cual fue galardonado con el Premio David de Donatello al mejor actor de reparto.
Después de otras películas con grandes figuras del cine italiano como Alberto Sordi, Ugo Tognazzi y Carlo Verdone, fue director y guionista de la película Chiari di luna (1988) y participó en el programa de televisión Il principe azzurro; tras un periodo de inactividad cinematográfica por la prematura muerte de su amigo y compañero de reparto Troisi (1994), regresó al cine con Facciamo paradiso. En 1995 y 1996, presentó dos ediciones del telediario satírico Striscia la notizia, junto con Enzo Iacchetti. De nuevo con Iacchetti, en 1996 protagonizó la comedia de Antonio Ricci Quei due sopra il varano, emitida por Canale 5. En 1997, copresentó la quinta edición del programa Scherzi a parte con Massimo Lopez y Elenoire Casalegno, que alcanzó altos índices de audiencia. Al mismo tiempo, se unió a Mike Bongiorno para presentar el programa musical Viva Napoli en Rete 4.
En 2003, dio la voz al personaje de Polichinela en la película de animación Totò Sapore e la magica storia della pizza, y al año siguiente, mientras en el teatro protagonizaba George Dandin, de Molière, participó en la miniserie Luisa Sanfelice, en la que interpretó al policía de la reina María Carolina.
En 2009, recibió el Premio "Massimo Troisi" a la Trayectoria Profesional. En 2018, treinta años después de su primera película, dirigió la película Finalmente sposi.
En su actividad de escritor, en 1993 publicó el libro I segreti del sacro papiro del sommo Urz, una mezcla de reflexiones sobre la vida disfrazadas de relatos de sí mismo. Ha colaborado como guionista de historietas de Lupo Alberto y Mickey Mouse junto con Francesco Artibani, con quien también escribió la obra de teatro Un bel giorno a Santastella (2001).
En 2006 se casó con la actriz y y violonchelista Francesca Taviani, hija del director Vittorio Taviani, con quien tuvo el hijo Leonardo en 2003. De un matrimonio anterior, en 1984 tuvo otra hija, Valentina, quien es autora, directora y montadora de documentales y cortometrajes independientes.

## Filmografía

### Actor

#### Cine
- Ricomincio da tre, de Massimo Troisi (1981)
- No grazie, il caffè mi rende nervoso, de Lodovico Gasparini (1982)
- Scusate il ritardo, de Massimo Troisi (1983)
- Cuori nella tormenta, de Enrico Oldoini (1984)
- Bertoldo, Bertoldino e Cacasenno, de Mario Monicelli (1984)
- Il coraggio di parlare, de Leandro Castellani (1987)
- Chiari di luna, de Lello Arena (1988)
- Facciamo paradiso, de Mario Monicelli (1995)
- I due sequestri, episodio de Tu ridi, de Paolo y Vittorio Taviani (1998)
- Ho ammazzato Berlusconi, de Gianluca Rossi (2008)
- La scuola più bella del mondo, de Luca Miniero (2014)
- Maraviglioso Boccaccio, de Paolo y Vittorio Taviani (2015)
- Veleni, de Nadia Baldi (2017)
- Quando sarò bambino, de Edoardo Palma (2018)
- Piano piano, de Nicola Prosatore (2023)

#### Televisión
- Uscita d'emergenza de Andrea y Antonio Frazzi - (Rai 2, 1992)
- Quei due sopra il varano, de Silvia Arzuffi - serie de televisión (Canale 5, 1996-1997)
- Luisa Sanfelice, de Paolo Taviani y Vittorio Taviani - miniserie (Rai 1, 2004)
- Baciati dall'amore, de Claudio Norza - serie de televisión (Canale 5, 2011)

#### Teatro
- La smorfia (1970)
- L'amore delle tre melarance (2002) - Tartaglia
- El sueño de una noche de verano (2015)
- Miseria e nobiltà (2013) - Pasquale
- El avaro, de Claudio di Palma (2013) - Harpagón
- No grazie, il caffè mi rende ancora nervoso (2018)

### Doblaje
- Rodney en Dr. Dolittle
- Polichinela en Totò Sapore e la magica storia della pizza

### Director
- Chiari di luna (1988)
- Finalmente sposi (2018)

### Guionista
- Chiari di luna, de Lello Arena (1988)
- No grazie, il caffè mi rende nervoso, de Lodovico Gasparini (1982)

## Televisión
- Non stop (Rete 1, 1977), con La Smorfia
- La sberla (Rete 1, 1978), con La Smorfia
- Luna Park (Rete 1, 1979), con La Smorfia
- Morto Troisi, viva Troisi!, special televisivo per la serie Che fai, ridi? (Rete 3, 1982)
- Premiatissima (Canale 5, 1986)
- Raffaella Carrà Show (Canale 5, 1988)
- Buona Domenica (Canale 5, 1993-1994)
- Striscia la notizia (Canale 5, 1995-1996)
- La febbre del venerdì sera (Canale 5, 1996)
- Quei due sopra il varano (Canale 5, 1996)
- Scherzi a parte (Italia 1, 1997)
- Viva Napoli (Rete 4, 1998-1999)
- Carràmba che fortuna (Rai 1, 2008)
- La prova del cuoco - Speciale Lotteria Italia del 6 gennaio (Rai 1, 2012-2013)
- Che tempo che fa - Il tavolo (Rai 1, 2017-2018) Invitado habitual
- Made in Sud (Rai 2, 2020)
- Soliti ignoti (Rai 1, 2021) Concursante

## Premios
Premio David de Donatello
| Año  | Categoría              | Película           | Resultado |
| ---- | ---------------------- | ------------------ | --------- |
| 1983 | Mejor actor de reparto | Scusate il ritardo | Ganador   |

Premio Massimo Troisi
| Año  | Categoría               | Película | Resultado |
| ---- | ----------------------- | -------- | --------- |
| 2009 | Trayectoria profesional |          | Ganador   |